# Eu, Claudius
Eu, Claudius alternativ Eu, Claudius, împărat, (în engleză I, Claudius) este un roman istoric al scriitorului englez Robert Graves, publicat în 1934. Scris sub forma unei autobiografii a împăratului roman Claudius, povestește istoria dinastiei Iulio-Claudiene și primii ani ai Imperiului Roman, de la asasinarea lui Iulius Caesar în 44 î.Hr. până la asasinarea lui Caligula în 41 d.Hr. Deși narațiunea este în mare parte ficționalizată, majoritatea evenimentelor descrise sunt extrase din relatările istorice din aceeași perioadă de către istoricii romani Suetonius și Tacitus.
„Autobiografia” are și o continuare, Claudius zeul (Claudius the God, 1935), care acoperă perioada de la ascensiunea lui Claudius până la moartea sa în anul 54 d.Hr. Continuarea include, de asemenea, o secțiune scrisă ca o biografie a lui Irod Agrippa, un contemporan al lui Claudius și rege al evreilor. Cele două cărți au fost adaptate în 1976 de BBC în serialul de televiziune premiat Eu, Claudius.
Graves a declarat, într-un interviu cu Malcolm Muggeridge în 1965, că a scris Eu, Claudius în principal pentru că avea nevoie de bani pentru a-și achita o datorie, fiind dezamăgit de o afacere cu terenuri. Trebuia să strângă 4.000 de lire sterline, dar succesul cărților i-a adus 8.000 de lire sterline în șase luni, scăpând astfel din poziția sa financiară precară.
În 1998, editura americană Modern Library a clasat romanul pe locul al patrulea în lista celor mai bune 100 de romane în limba engleză ale secolului al XX-lea (Modern Library 100 Best Novels). În 2005, romanul a fost ales de Time drept unul dintre cele mai bune 100 de romane în limba engleză din 1923 până în prezent (Time's List of the 100 Best Novels).
Romanul a fost adaptat în 1976 ca un serial TV produs de BBC.